# アリストテレス・ロメロ
エルメス・アリストテレス・ロメロ・エスピノーサ（Hermes Aristóteles Romero Espinoza, 1995年10月18日 - ）は、ベネズエラ・グアリコ州カラボソ出身のサッカー選手。FKパルティザニ・ティラナ所属。ポジションはMF。

## 経歴
2013年にカラボボFCでプロデビュー。翌年モナガスSCにローン移籍した後、2015年にACデポルティーボ・ララに移籍。更に2016年6月にACCDミネロス・デ・グアジャーナに移籍し、34試合に出場し3ゴールを記録。
2017年8月31日、セリエAのFCクロトーネと契約を締結した。翌年2月12日、1.SNLのNKアンカランに期限付き移籍することが発表された。

## 代表歴
2016年9月の2018 FIFAワールドカップ・南米予選の対ウルグアイ戦、ブラジル戦に、負傷者が続出した関係で追加招集を受けベネズエラ代表初招集。2017年に代表戦デビューを果たした。